# Центральный комитет

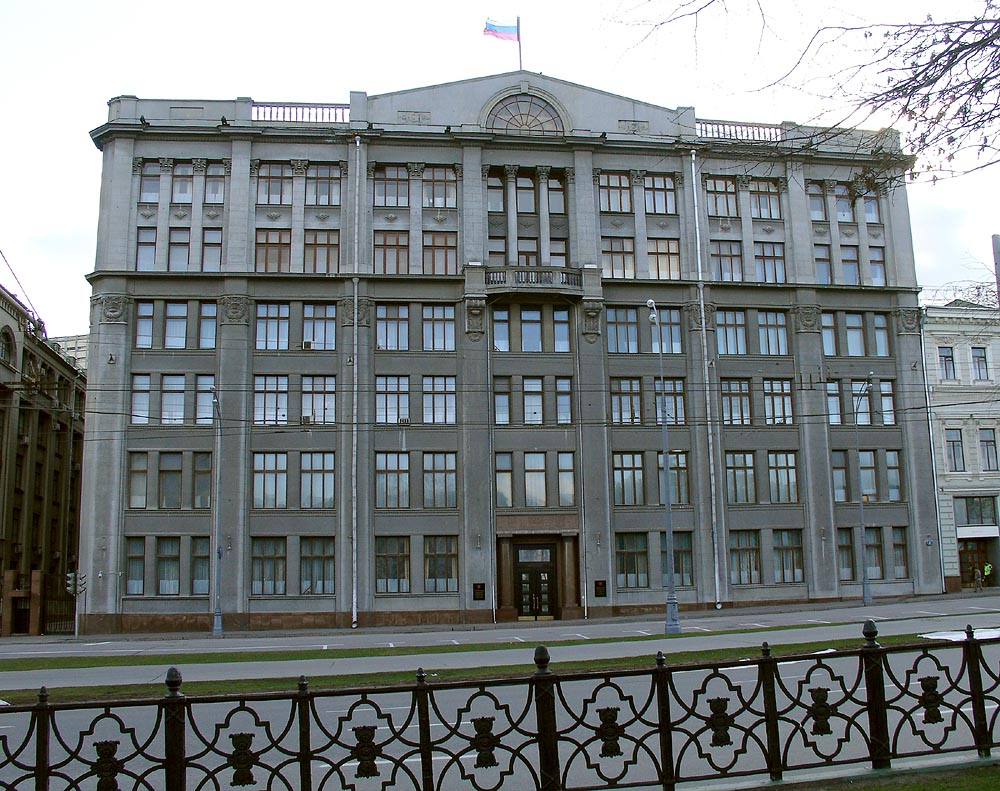
Здание бывшего Центрального комитета КПСС, ныне здание Администрация президента России, по адресу: Старая площадь, дом № 4, Москва, Россия — Российская Федерация.

Флаг Центрального комитета Балтийского флота.

Центральный комитет — учреждение, в котором сосредоточиваются все дела по известному управлению или название руководящего органа (комитета) в некоторых организациях и формированиях.

## История
«Комитет» (от лат. comitatus — сопровождающий, сопутствующий) — совет, собрание, съезд, коллегиальный орган, организованный для работы в какой-нибудь специальной области, обычно имеющей отношение к руководству или управлению. «Центральный» показывает что он является высшим (главный) комитетом ко всем остальным входящим в эту организацию, структуру.
После Февральского переворота (революции) 1917 года в Российской империи при верховном главнокомандующем был образован Центральный комитет действующей армии и флота (ЦЕКОДАРФ), избранный на Общеармейском съезде, проходившем 1 — 16 декабря 1917 года.
В партиях, также были ЦК, например Коммунистической партии Советского Союза, главный орган власти коммунистической партии, работающий в соответствии с ленинскими принципами демократического централизма, и её наследницы, Коммунистической партии Российской Федерации, молодёжных организаций, таких как ВЛКСМ. Каждый вышестоящий орган партии контролирует нижестоящий, и любой нижестоящий орган обязан подчиняться вышестоящему. Таким образом, решение большинства центрального комитета достаточно для исполнения его всеми членами партии на любом уровне.
Телеграмма:

«Москва.
Центральный Комитет ВЛКСМ, НКВД, Центральный совет «Динамо», Главное управление пограничной и внутренней охраны, ВСФК.
Лыжный переход Байкал — Мурманск закончен 30 апреля в 18 часов. Расстояние пройдено за 151 день. Все мы здоровы, готовы выполнить любое задание партии и правительства. Шлем горячий первомайский привет из далекого Заполярья.
Попов, Куликов, Шевченко, Бражников, Егоров».